# مائيو (آبلة)
بلدية مائيو (بالإسبانية: Maello) هي بلدية تقع في مقاطعة آبلة التابعة لمنطقة قشتالة وليون وسط إسبانيا.

## الديموغرافيا
بلغ عدد سكان بلدية مائيو 714 نسمة عام 2011 (وفقاً للمعهد الوطني للإحصاء الإسباني).
| 657 | 666 | 646 | 690 | 708 | 747 | 714 |